# Gurudongmar (jezero)
Jezero Gurudongmar je jedno z nejvýše položených jezer v Indii a i ve světě. Dle sikkimské vlády leží v nadmořské výšce 5 430 m n. m. Nachází se na severní straně pohoří Kančendženga v oblasti náhorní plošiny ve Velkém Himálaji v okrese Mangan ve státě Sikkim. Buddhisty a Sikhy je jezero považováno za posvátné. Jezero získalo jméno po Guru Padmasambhavovi, známém také jako Guru rinpočhe, zakladateli tibetského buddhismu, který jezero navštívil v 8. století.

## Geografie
Vysokohorské jezero se nachází 190 km od hlavního města Gángtóku ve státě Sikkim a asi 5 km jižně od tibetské hranice, která se nachází v okrese severního Sikkimu. K jezeru se lze dostat po silnici Lachen přes údolí Thangu. Cesta z Thangu k jezeru vede skrze členitý morénový terén s vysokohorskými pastvinami prorostlými mnoha pěnišníky. Zatímco indičtí turisté mohou jezero navštívit bez omezení, cizinci musí získat speciální povolení od ministerstva vnitra v Novém Dillí.

## Galerie

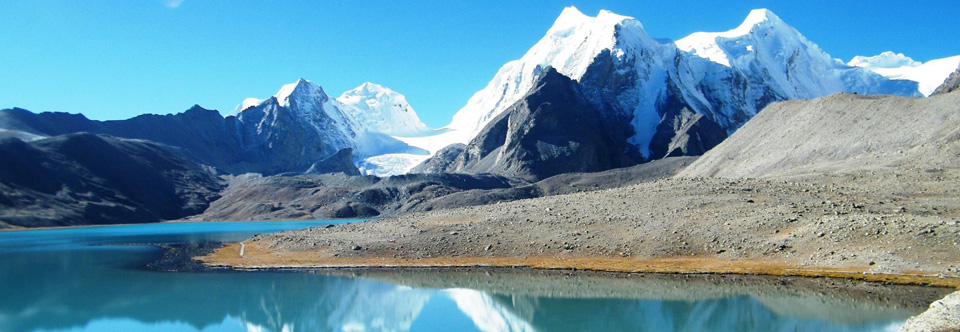
Jezero Gurudongmar
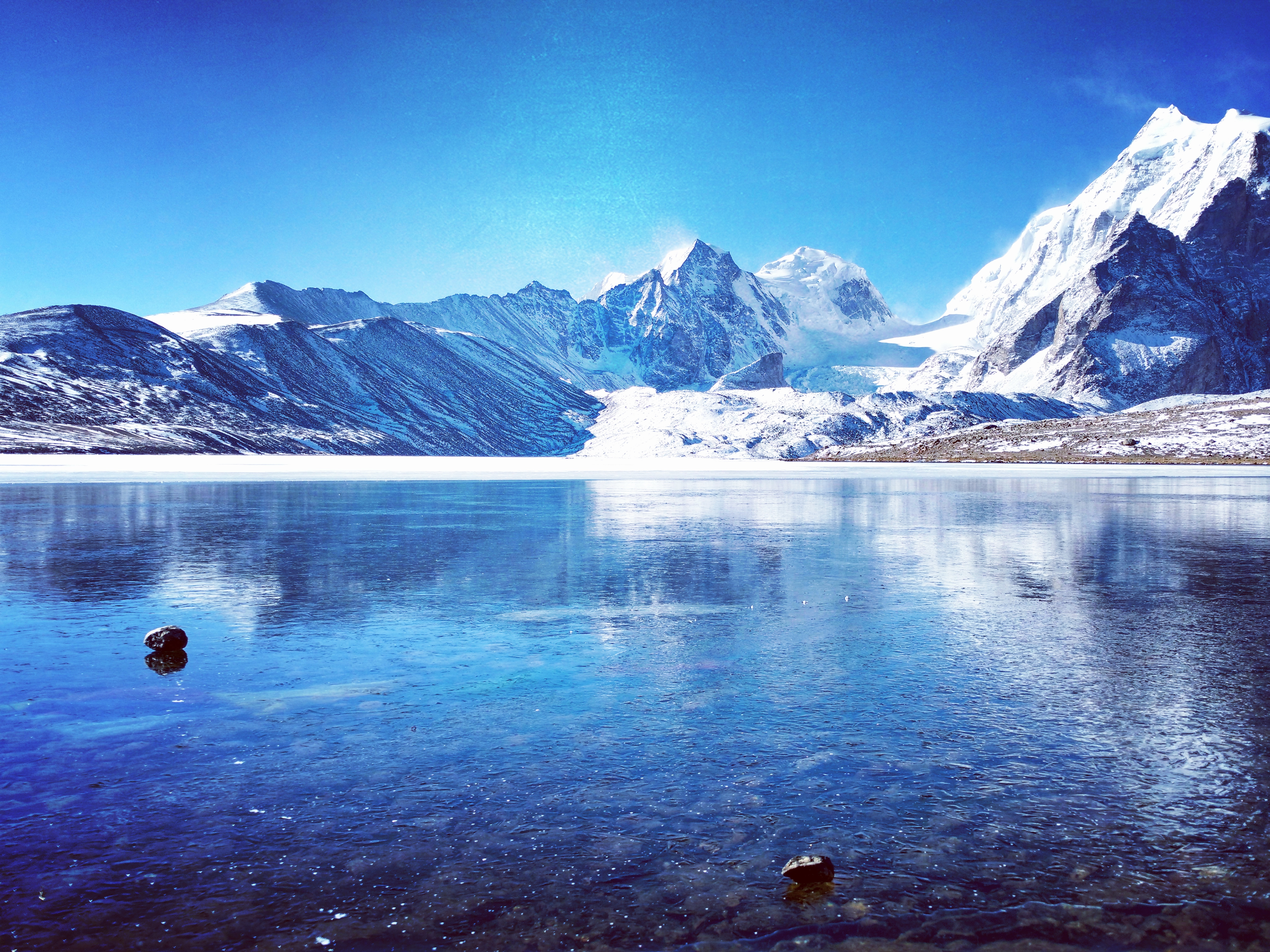
Jezero Gurudongmar, Sikkim, Indie
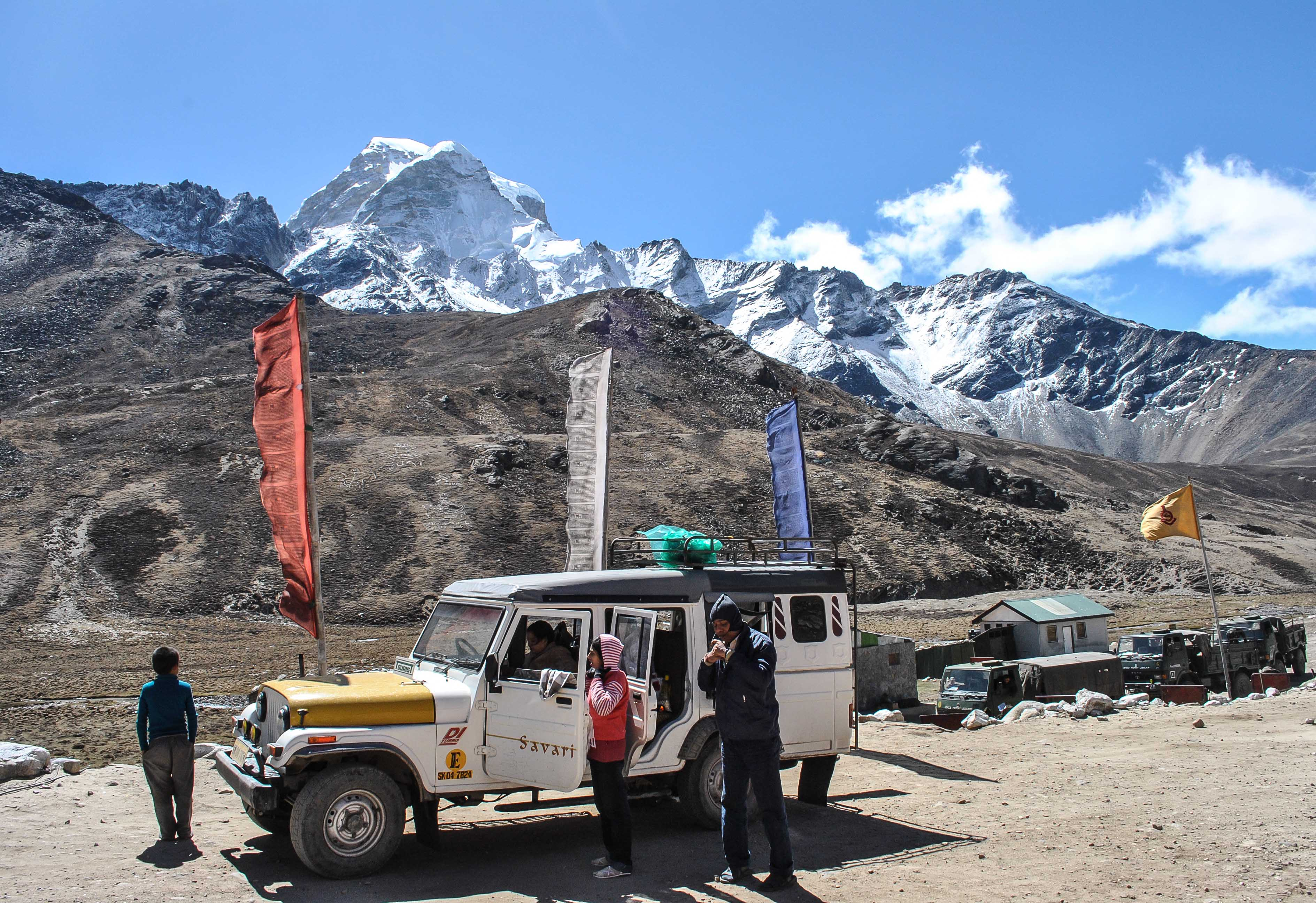
Armádní kontrolní stanoviště na cestě k jezeru Gurudongmar